# Коротких, Игнат Игоревич
Игнат Игоревич Коротких (род. 22 сентября 2002, Ванино, Хабаровский край) — российский хоккеист, нападающий.

## Биография
Начал заниматься хоккеем в пять с половиной лет в секции хабаровского «Амура». В 13 лет перешёл в школу «Динамо» Санкт-Петербург. В молодёжную команду «Динамо» Коротких не взяли из-за слабых физических данных. Он вернулся в Хабаровск и сезона 2019/20 стали играть за команду МХЛ «Амурские тигры». В следующем сезоне дебютировал в «Амуре» в КХЛ.